# Montgràs
Montgràs (oficialment Montgras) és un municipi del departament francès de l'Alta Garona, a la regió d'Occitània. Montgrí